# Robert F. Kennedy Bridge
De Robert F. Kennedy Bridge, oorspronkelijk genoemd Triborough Bridge, is een stelsel van drie bruggen in de stad New York. De bruggen overspannen de Harlem River, de Bronx Kill en de East River. De bruggen verbinden de boroughs Manhattan, Queens en The Bronx via Randalls and Wards Islands.
De bruggen zijn ontworpen door Othmar Ammann (1879-1965).
Van oudsher worden de bruggen nog vaak Triboro genoemd, maar sinds 2008 zijn ze officieel vernoemd naar Robert F. Kennedy. De bruggen worden namens de stad New York beheerd door de MTA, die tol heft over het gebruik.
De drie bruggen zijn:
- East River Suspension Bridge (zuid), een hangbrug over de Hell Gate, een smal gedeelte van de East River, tussen de wijk Astoria in Queens en voormalig Ward's Island, onderdeel van de Interstate Highway I-278, ernaast ligt de Hell Gate Bridge (een spoorbrug)
- Bronx Kill Crossing (noordoost), een vakwerkbrug over de Bronx Kill, tussen de Bronx (South Bronx) en het voormalige Randall's Island, I-278
- Harlem River Lift Bridge (noordwest), een hefbrug over de Harlem River, tussen Harlem (deel van Manhattan) en Randall's Island, onderdeel van de New York State Route 900G

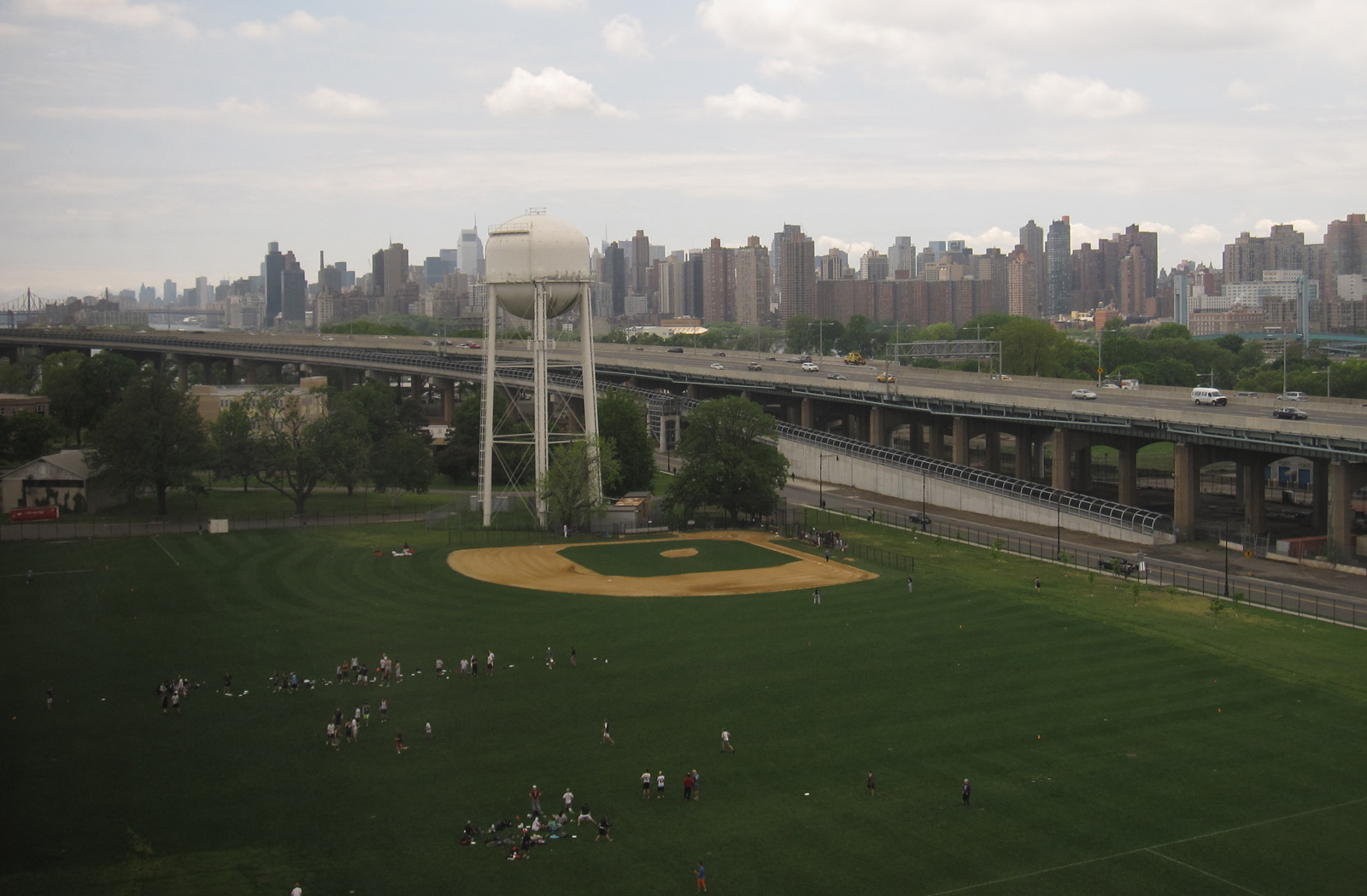
East River Suspension Bridge, vanaf het voormalige Ward's Island
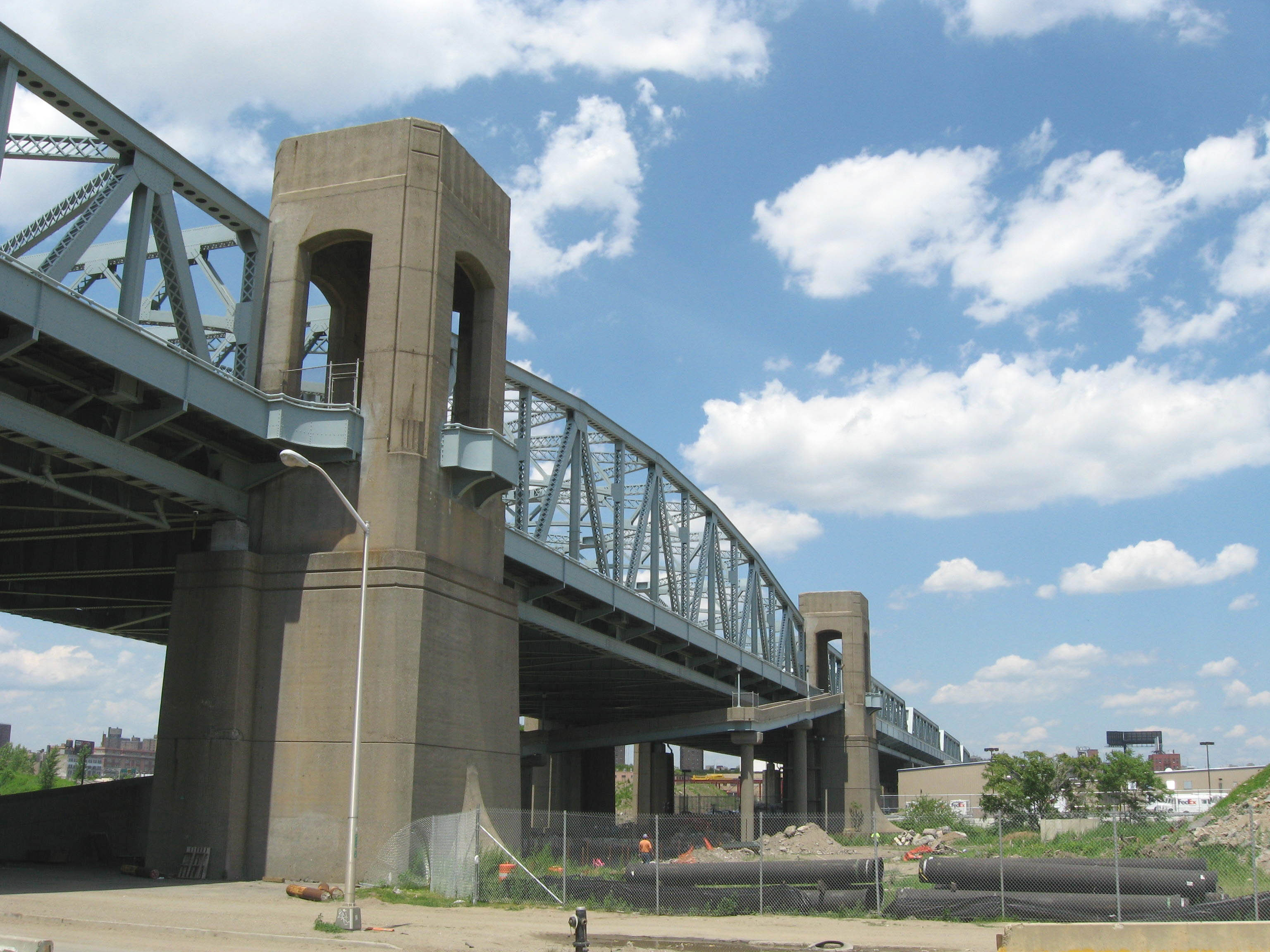
Bronx Kill Crossing
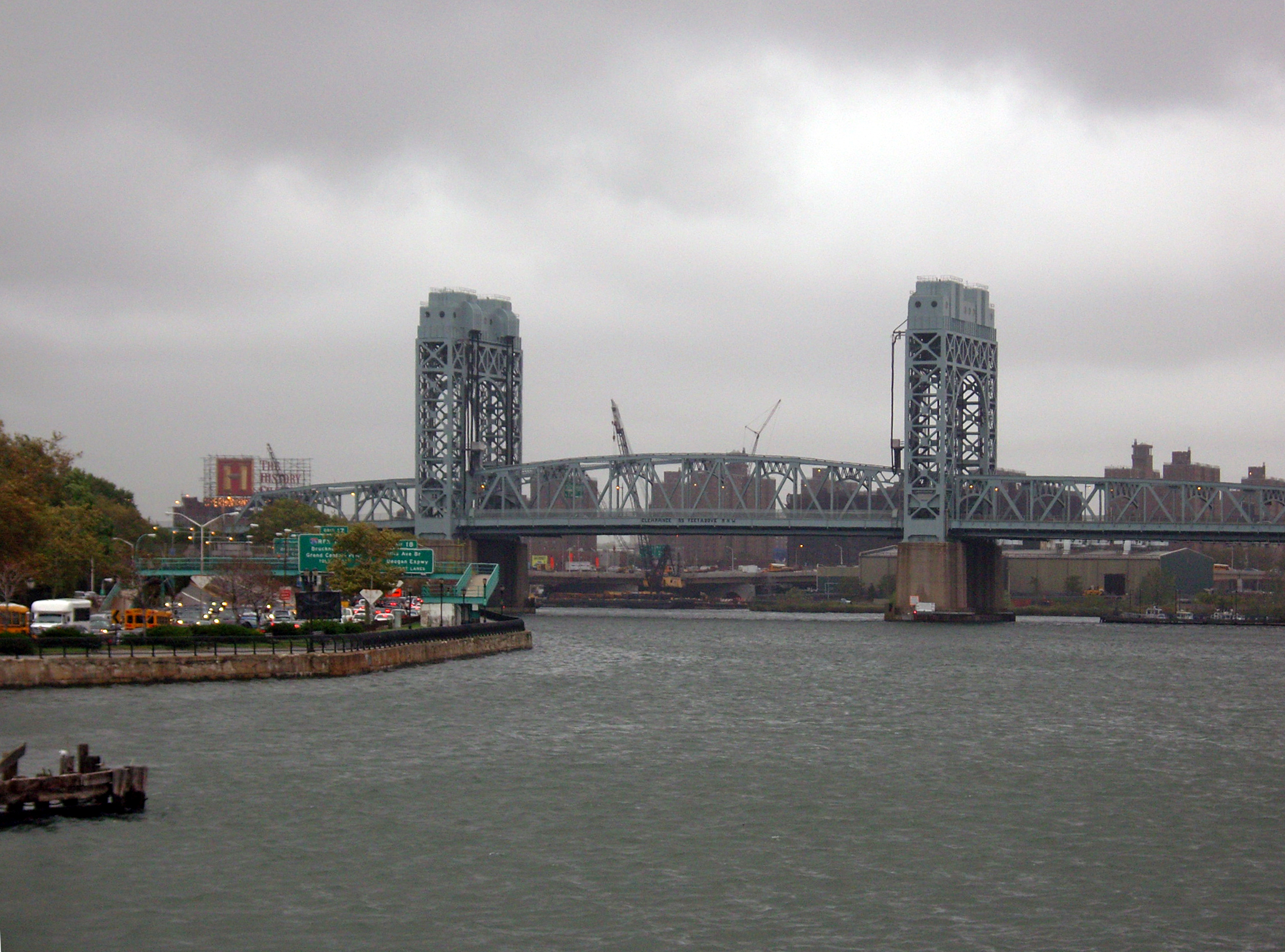
Harlem River Lift Bridge

Er zijn voetpaden op de drie bruggen.
Fietsers mogen niet op de bruggen rijden, maar moeten van de MTA lopend over de brug.  Dit gebod/verbod wordt echter genegeerd en is omstreden, ook het stadsbestuur wil dat er over de bruggen gefietst kan worden.
Daarnaast is er sinds 1951 ook nog een afzonderlijke hefbrug voor voetgangers en fietsers, de Wards Island Bridge, tussen Manhattan (East Harlem) en het voormalige Ward's Island.